# Romuald Kosieniak
Romuald Kosieniak (ur. 20 kwietnia 1957 w Bydgoszczy) – polski polityk, geodeta, wojewoda kujawsko-pomorski w latach 2001–2006.

## Życiorys
Ukończył studia na Wydziale Geodezji Akademii Górniczo-Hutniczej w Krakowie oraz podyplomowe studia prawnicze na Uniwersytecie Mikołaja Kopernika w Toruniu. Pracował w Okręgowym Przedsiębiorstwie Geodezji i Kartografii w Bydgoszczy. Później był zatrudniony (m.in. jako zastępca naczelnika) w Lidzbarku. Od 1987 kierował oddziałem w bydgoskim urzędzie wojewódzkim. W latach 1998–2001 pełnił funkcję wicestarosty powiatu bydgoskiego.
21 października 2001 został mianowany wojewodą kujawsko-pomorskim przez premiera Leszka Millera, urząd ten sprawował do 26 stycznia 2006. Powrócił następnie do pracy w firmie świadczącej usługi geodezyjne i doradcze.